# Palaeopyrochroa crowsoni
Palaeopyrochroa crowsoni is een keversoort uit de familie vuurkevers (Pyrochroidae). De wetenschappelijke naam van de soort is voor het eerst geldig gepubliceerd in 1965 door Abdullah.